# Tridacna
För ön i Kiribati se Tridacna (ö)
Tridacna är ett släkte av saltvattenslevande musslor som beskrevs av Jean Guillaume Bruguière. Släktets arter förekommer på korallrev i de varma delarna av den indo-pacifiska regionen. De har stora tunga veckade skal, kan bli över 1,2 m och väga över 200 kilo.De kan nå denna storlek genom att de lever i symbios med fotosyntetiserande alger. De utgör tillsammans med släktet Hippopus underfamiljen Tridacninae, vars arter kallas "jättemusslor" och ibland även "mördarmusslor". Att de skulle kunna klämma fast och dränka dykare är en skröna; de sluter sig alldeles för långsamt och stora exemplar kan inte sluta skalet helt.

## Arter
Släkter innehåller följande arter:

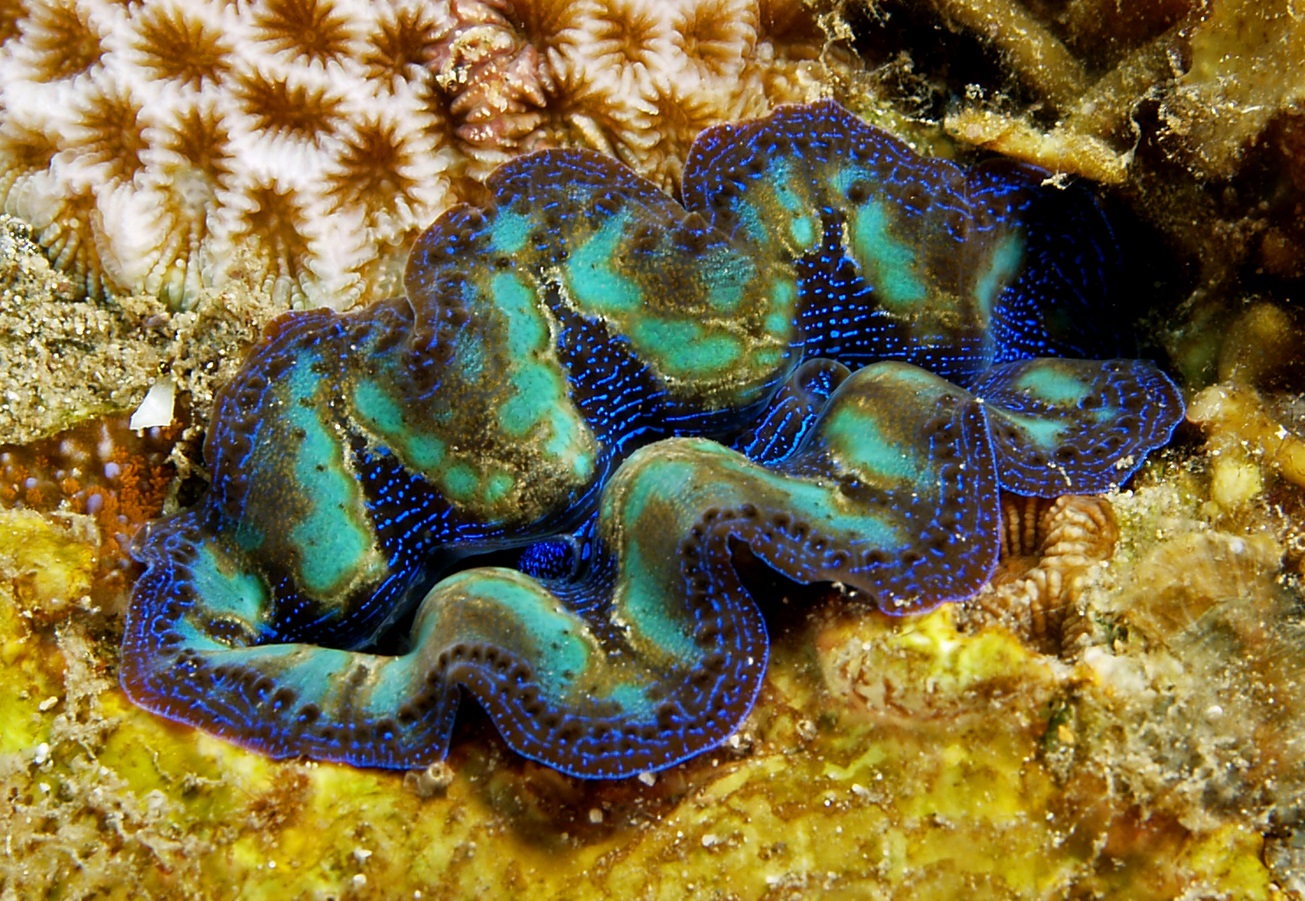
Tridacna crocea
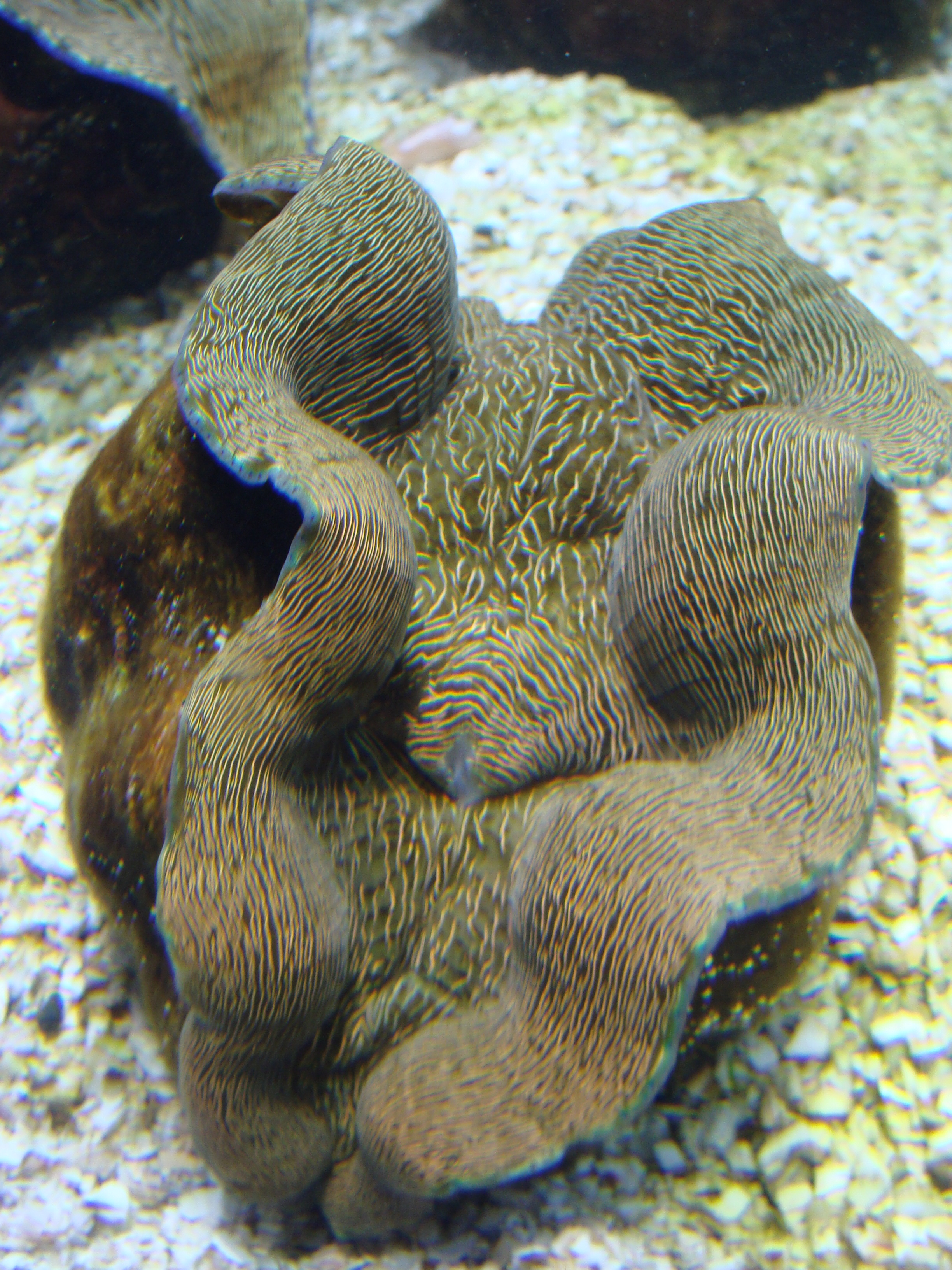
Tridacna derasa
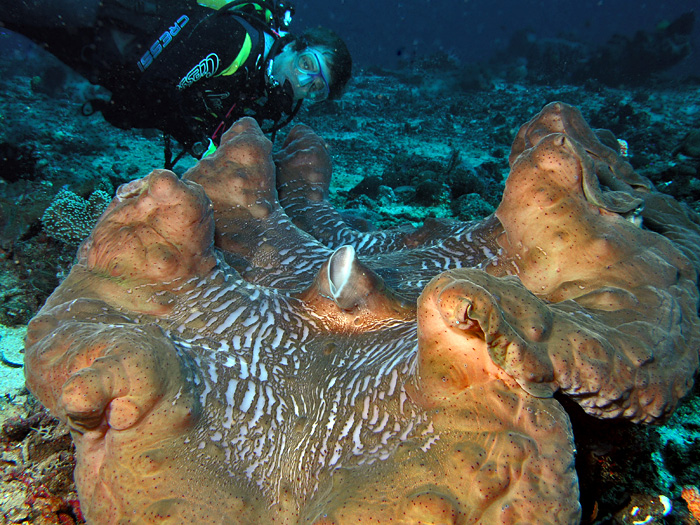
Tridacna gigas
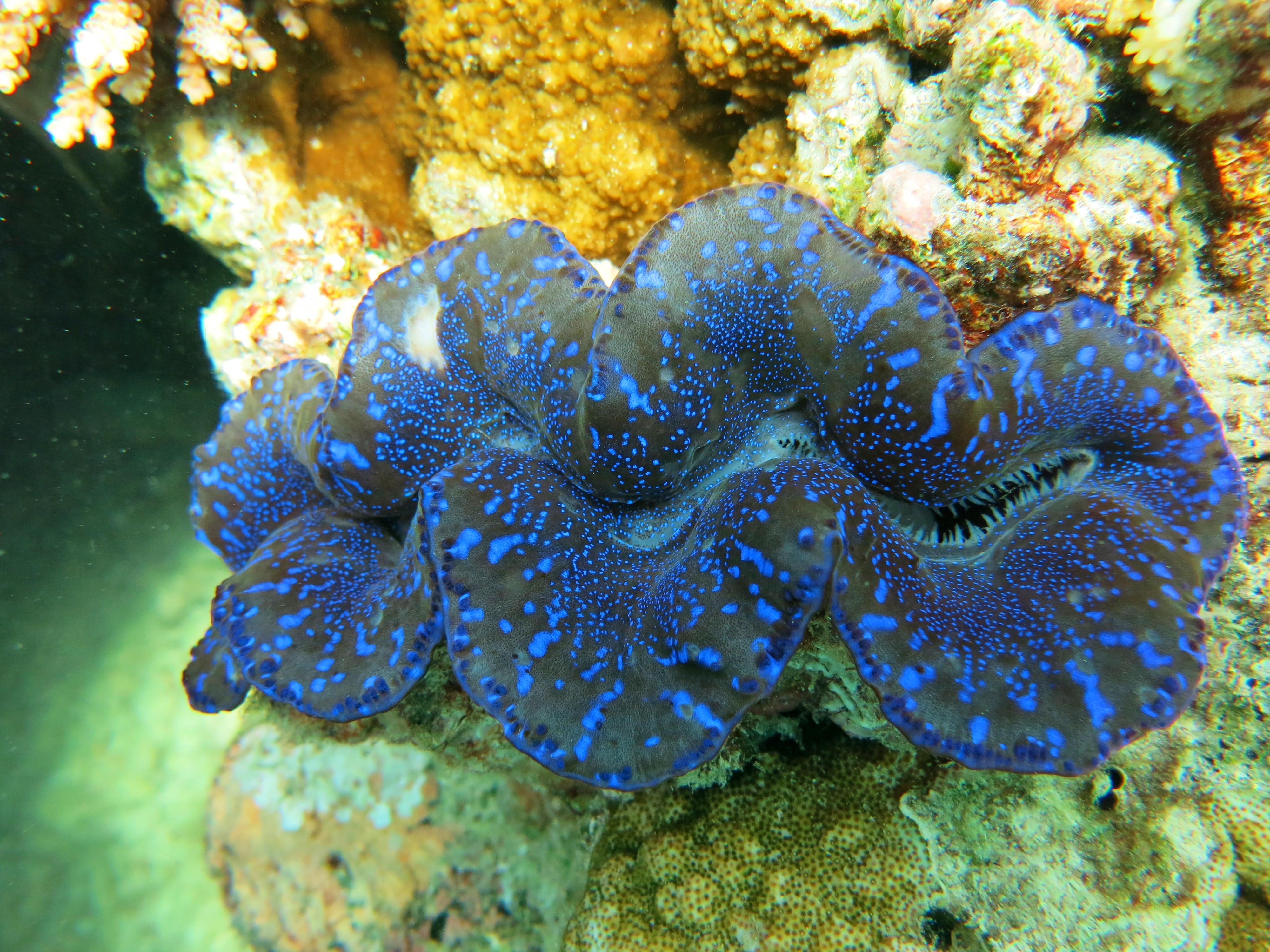
Tridacna lorenzi
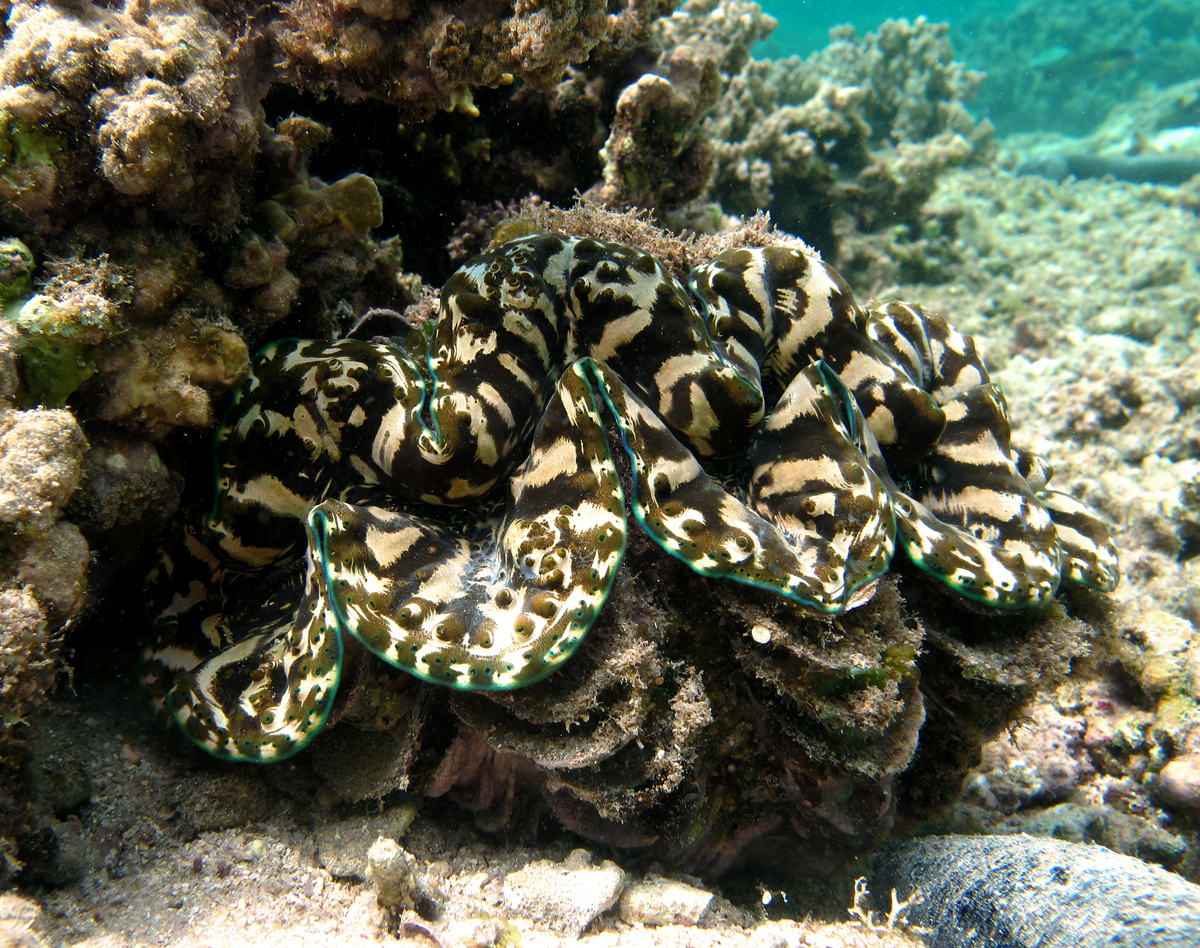
Tridacna noae
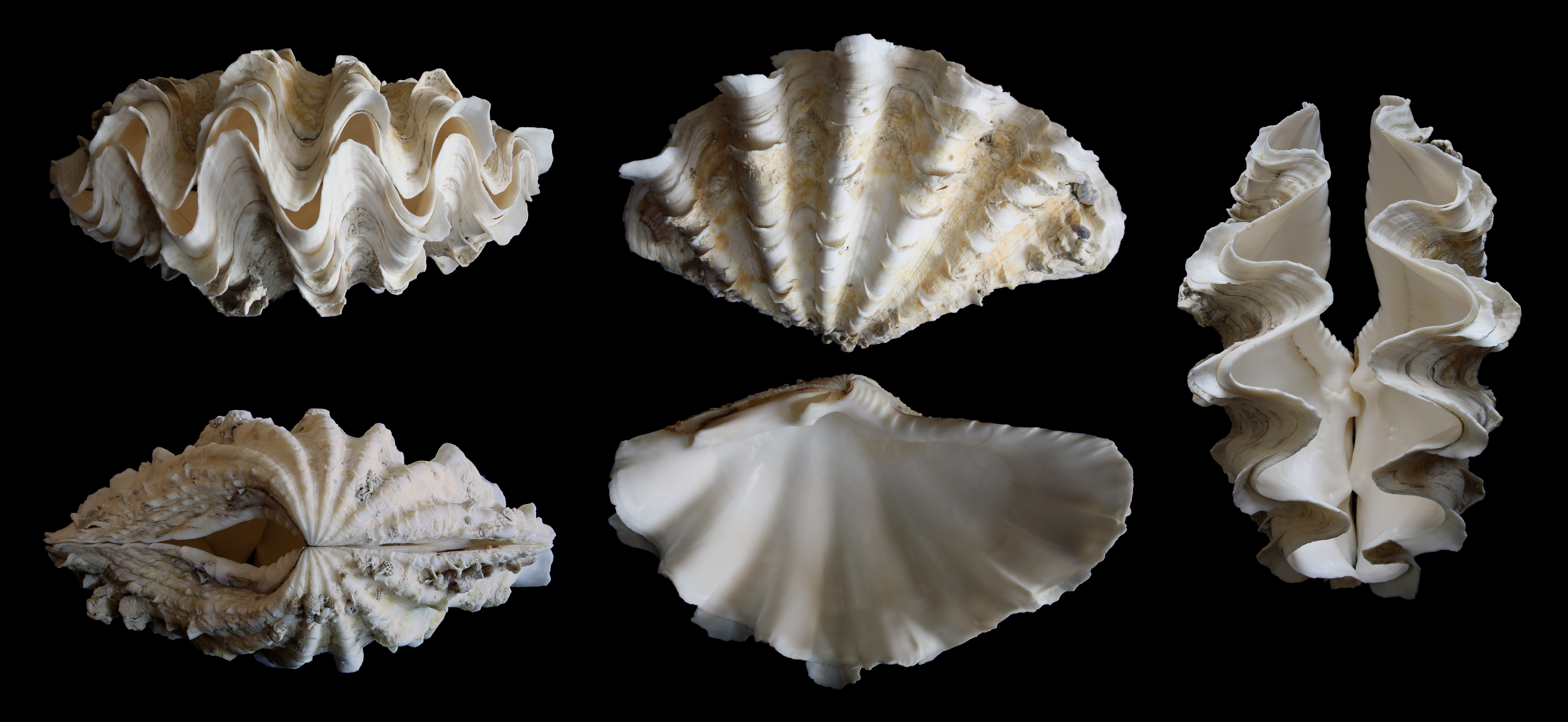
Tridacna maxima
- Tridacna mbalavuana
- Tridacna rosewateri
- Tridacna squamosa
- Tridacna squamosina

- Tridacna crocea
- Tridacna derasa
- Tridacna gigas
- Tridacna maxima
- Tridacna squamosa
- Tridacna squamosina